# Зума-Рок
Зума-Рок — великий моноліт, магматична інтрузія що складається з габро і гранодіоритів, розташовано у штаті Нігер, Нігерія. Зума-Рок вважається географічним центром Нігерії знаходиться і практично на автостраді Абуджа — Кадуна, іноді згадується як «Брама Абуджа». Моноліт височіє на 300 метрів над навколишньою рівниною Висота над рівнем моря 1,125 m. Довжина близько 1 км
Зума-Рок зображено на купюрі 100 нігерійських найра.

## Ресурси Інтернету
- World 66